# 卡莫氟
卡莫氟（INN：Carmofur）或HCFU（1-hexylcarbamoyl-5-fluorouracil）是一种嘧啶类似物，用作抗肿瘤剂。它是氟尿嘧啶的衍生物，是可口服给药的氟尿嘧啶的亲脂性掩蔽类似物。

## 生物学
卡莫氟前药在肠道中被摄入和吸收，克服了二氢嘧啶脱氢酶降解氟尿嘧啶的问题。一旦进入细胞，卡莫氟前药就会转化为氟尿嘧啶。

## 作用机制
卡莫氟前药的作用机制传统上被认为是产生氟尿嘧啶。然而，卡莫氟是一种高效的酸性神经酰胺酶（AC）抑制剂。神经酰胺影响癌细胞的存活、生长和死亡。酸性神经酰胺酶活性的抑制使肿瘤细胞对抗肿瘤剂和辐射的作用敏感。卡莫氟比替莫唑胺更有效，是一种能够杀死成人和儿童胶质母细胞瘤的小分子药物。

## 医疗用途
卡莫氟的产品营销始于1981年。多年来，卡莫氟在中国、日本和芬兰也被用作根治性切除的结直肠癌患者的辅助化疗。试验和元分析证实，该药物对这种癌症类型的患者有效，延长了他们的生存期。
卡莫氟已被证明可抑制3C样蛋白酶，因此是一种有前途的先导化合物，可用于开发新的COVID-19抗病毒治疗。

## 副作用
与氟尿嘧啶一样，卡莫氟会诱发白质脑病，其特征是大脑中的白质进行性损伤并伴有类似中风的症状。
一项针对小肝细胞癌的临床试验被提前终止，因为56%的接受治疗的患者有不可接受的副作用。此外，该治疗对1期和2期癌症患者没有生存优势。这可能是为什么卡莫氟从未在美国获得FDA批准的原因。

## 化学合成
Ozaki等人报道了通过用光气和己胺处理氟尿嘧啶合成的卡莫氟。Xiong等人。报道了一种合成卡莫氟的替代方法。化学制剂和结构可以在这里找到。